# Kwelderzandvleugeltje
Het kwelderzandvleugeltje (Scrobipalpa nitentella) is een vlinder uit de familie tastermotten (Gelechiidae). De wetenschappelijke naam is voor het eerst geldig gepubliceerd in 1902 door Fuchs.
De soort komt voor in Europa.